# Logický člen
Logický člen neboli hradlo je základní stavební prvek logických obvodů, který vyčísluje logickou funkci. Typicky má jeden či více vstupů a jediný výstup. Hodnota na výstupu logického členu je funkcí hodnot vstupních:
{\displaystyle y=f(x_{1},x_{2},...,x_{n})\,\!}

## Terminologie
Někdy se pojmy logický člen a hradlo rozlišují. Pojem hradlo pak označuje fyzickou součástku (např. integrovaný obvod), zatímco pod pojmem logický člen je myšlen prvek realizující logickou funkci.

## Značení
Existují dva způsoby značení logických členů (oba definované ANSI/IEEE Std 91-1984 a jeho dodatkem ANSI/IEEE Std 91a-1991). Prvním jsou obdélníkové (čtvercové) značky (IEC, DIN). Druhým způsobem jsou značky složené z křivek (ANSI), které jsou rozšířeny v profesionálních systémech pro návrh logických obvodů. U obou způsobů značení existují v praxi drobné varianty. Negovaný výstup je často označen kolečkem.

## Základní logické členy
Pomocí logických členů AND, OR a NOT lze realizovat libovolný logický obvod, a tedy i číslicový systém. Členy AND a OR jsou za pomoci členu NOT komplementární. To znamená, že je možné je vhodným způsobem vzájemně nahradit. Lze implementovat jakýkoliv číslicový systém pouze za pomoci logických členů NAND nebo NOR nebo AND a NOT anebo OR a NOT (vždy stačí členy se dvěma vstupy), nikoli však například pomocí členu XOR. NAND a NOR se nazývají univerzální logické členy.

## Symboly logických členů
Následuje seznam nejdůležitějších logických členů včetně rovnice v Booleově algebře.

### Opakovač (repeater)
Nejjednodušším logickým členem je opakovač, který realizuje funkci identity. Může pracovat i jako buffer - zpožďovací člen s velmi krátkým zpožděním, typicky ns (nanosekundy), oddělovací člen s otevřeným kolektorem, výkonový budič (například sběrnice).
| Funkce    | {\displaystyle \mathbf {Y} =\mathbf {A} } | {\displaystyle \mathbf {Y} =\mathbf {A} }                                       |
| --------- | ----------------------------------------- | ------------------------------------------------------------------------------- |
| Výraz v C | bool y = a;                               | bool y = a;                                                                     |
| Značení   | Značení                                   | Pravdivostní tabulka                                                            |
| norma     | symbol                                    | Pravdivostní tabulka                                                            |
| ANSI/MIL  |                                           | {\displaystyle {\begin{array}{\|c\|\|c\|}X(A)&Y\\\hline 0&0\\1&1\\\end{array}}} |
| IEC       |                                           | {\displaystyle {\begin{array}{\|c\|\|c\|}X(A)&Y\\\hline 0&0\\1&1\\\end{array}}} |
| DIN       |                                           | {\displaystyle {\begin{array}{\|c\|\|c\|}X(A)&Y\\\hline 0&0\\1&1\\\end{array}}} |

### NOT (Invertor)
Dalším nejjednodušším logickým členem je invertor. Realizuje funkci tzv. logické negace. Někdy se místo něj používá negovaného logického součtu s přivedením hodnoty pouze na jediný vstup (v tomto případě "A"). Vzhledem k tomu, že na zbylém anebo zbylých vstupech bude logická 0, nebude mít tento vstup již na provedení operace vliv. Taktéž je možno použít negovaného logického součinu, kdy se všechny vstupy propojí paralelně (mezi sebou).
| Funkce    | {\displaystyle \mathbf {Y} ={\overline {\mathbf {A} }}} | {\displaystyle \mathbf {Y} ={\overline {\mathbf {A} }}}                         |
| --------- | ------------------------------------------------------- | ------------------------------------------------------------------------------- |
| Výraz v C | bool y = !a;                                            | bool y = !a;                                                                    |
| Značení   | Značení                                                 | Pravdivostní tabulka                                                            |
| norma     | symbol                                                  | Pravdivostní tabulka                                                            |
| ANSI/MIL  |                                                         | {\displaystyle {\begin{array}{\|c\|\|c\|}X(A)&Y\\\hline 0&1\\1&0\\\end{array}}} |
| IEC       |                                                         | {\displaystyle {\begin{array}{\|c\|\|c\|}X(A)&Y\\\hline 0&1\\1&0\\\end{array}}} |
| DIN       |                                                         | {\displaystyle {\begin{array}{\|c\|\|c\|}X(A)&Y\\\hline 0&1\\1&0\\\end{array}}} |

### AND (Konjunktor)
Tento člen provádí funkci tzv. logického součinu (konjunkce).
| Funkce    | {\displaystyle \mathbf {Y} =\mathbf {A} \cdot \mathbf {B} } | {\displaystyle \mathbf {Y} =\mathbf {A} \cdot \mathbf {B} }                                                       |
| --------- | ----------------------------------------------------------- | --- |
| Výraz v C | bool y = a && b;                                            | bool y = a && b;                                                                                                  |
| Značení   | Značení                                                     | Pravdivostní tabulka                                                                                              |
| norma     | symbol                                                      | Pravdivostní tabulka                                                                                              |
| ANSI/MIL  |                                                             | {\displaystyle {\begin{array}{\|c\|c\|\|c\|}X_{1}(A)&X_{2}(B)&Y\\\hline 0&0&0\\0&1&0\\1&0&0\\1&1&1\\\end{array}}} |
| IEC       |                                                             | {\displaystyle {\begin{array}{\|c\|c\|\|c\|}X_{1}(A)&X_{2}(B)&Y\\\hline 0&0&0\\0&1&0\\1&0&0\\1&1&1\\\end{array}}} |
| DIN       |                                                             | {\displaystyle {\begin{array}{\|c\|c\|\|c\|}X_{1}(A)&X_{2}(B)&Y\\\hline 0&0&0\\0&1&0\\1&0&0\\1&1&1\\\end{array}}} |

### OR (Disjunktor)
Tento člen provádí funkci tzv. logického součtu (disjunkce).
| Funkce    | {\displaystyle \mathbf {Y} =\mathbf {A} +\mathbf {B} } | {\displaystyle \mathbf {Y} =\mathbf {A} +\mathbf {B} }                                                            |
| --------- | ------------------------------------------------------ | --- |
| Výraz v C | bool y = a \|\| b;                                     | bool y = a \|\| b;                                                                                                |
| Značení   | Značení                                                | Pravdivostní tabulka                                                                                              |
| norma     | symbol                                                 | Pravdivostní tabulka                                                                                              |
| ANSI/MIL  |                                                        | {\displaystyle {\begin{array}{\|c\|c\|\|c\|}X_{1}(A)&X_{2}(B)&Y\\\hline 0&0&0\\0&1&1\\1&0&1\\1&1&1\\\end{array}}} |
| IEC       |                                                        | {\displaystyle {\begin{array}{\|c\|c\|\|c\|}X_{1}(A)&X_{2}(B)&Y\\\hline 0&0&0\\0&1&1\\1&0&1\\1&1&1\\\end{array}}} |
| DIN       |                                                        | {\displaystyle {\begin{array}{\|c\|c\|\|c\|}X_{1}(A)&X_{2}(B)&Y\\\hline 0&0&0\\0&1&1\\1&0&1\\1&1&1\\\end{array}}} |

### NAND (Shefferova funkce)
Tento člen provádí funkci tzv. negovaného logického součinu (Shefferovu funkci) neboli součet negací. Je to nejběžněji používané hradlo. Propojením vstupů je schopno pracovat jako invertor. Lze pomocí něj realizovat většinu klopných obvodů.
| Funkce    | {\displaystyle \mathbf {Y} ={\overline {\mathbf {A} \cdot \mathbf {B} }}={\overline {\mathbf {A} }}+{\overline {\mathbf {B} }}} | {\displaystyle \mathbf {Y} ={\overline {\mathbf {A} \cdot \mathbf {B} }}={\overline {\mathbf {A} }}+{\overline {\mathbf {B} }}} |
| --------- | --- | --- |
| Výraz v C | bool y = !(a && b); bool y = !a \|\| !b;                                                                                        | bool y = !(a && b); bool y = !a \|\| !b;                                                                                        |
| Značení   | Značení | Pravdivostní tabulka |
| norma     | symbol | Pravdivostní tabulka |
| ANSI/MIL  | | {\displaystyle {\begin{array}{\|c\|c\|\|c\|}X_{1}(A)&X_{2}(B)&Y\\\hline 0&0&1\\0&1&1\\1&0&1\\1&1&0\\\end{array}}}               |
| IEC       | | {\displaystyle {\begin{array}{\|c\|c\|\|c\|}X_{1}(A)&X_{2}(B)&Y\\\hline 0&0&1\\0&1&1\\1&0&1\\1&1&0\\\end{array}}}               |
| DIN       | | {\displaystyle {\begin{array}{\|c\|c\|\|c\|}X_{1}(A)&X_{2}(B)&Y\\\hline 0&0&1\\0&1&1\\1&0&1\\1&1&0\\\end{array}}}               |

### NOR (Peirceova funkce)
Tento člen provádí funkci tzv. negovaného logického součtu (Peirceovu funkci) neboli součin negací. Propojením vstupů je schopen pracovat jako invertor.
| Funkce    | {\displaystyle \mathbf {Y} ={\overline {\mathbf {A} +\mathbf {B} }}={\overline {\mathbf {A} }}\cdot {\overline {\mathbf {B} }}} | {\displaystyle \mathbf {Y} ={\overline {\mathbf {A} +\mathbf {B} }}={\overline {\mathbf {A} }}\cdot {\overline {\mathbf {B} }}} |
| --------- | --- | --- |
| Výraz v C | bool y = !(a \|\| b); bool y = !a && !b;                                                                                        | bool y = !(a \|\| b); bool y = !a && !b;                                                                                        |
| Značení   | Značení | Pravdivostní tabulka |
| norma     | symbol | Pravdivostní tabulka |
| ANSI/MIL  | | {\displaystyle {\begin{array}{\|c\|c\|\|c\|}X_{1}(A)&X_{2}(B)&Y\\\hline 0&0&1\\0&1&0\\1&0&0\\1&1&0\\\end{array}}}               |
| IEC       | | {\displaystyle {\begin{array}{\|c\|c\|\|c\|}X_{1}(A)&X_{2}(B)&Y\\\hline 0&0&1\\0&1&0\\1&0&0\\1&1&0\\\end{array}}}               |
| DIN       | | {\displaystyle {\begin{array}{\|c\|c\|\|c\|}X_{1}(A)&X_{2}(B)&Y\\\hline 0&0&1\\0&1&0\\1&0&0\\1&1&0\\\end{array}}}               |

### XOR
Tento logický člen vyčísluje exkluzivní logický součet.
| Funkce    | {\displaystyle \mathbf {Y} =\mathbf {A} \oplus \mathbf {B} ={\overline {\mathbf {A} }}\cdot {\mathbf {B} }+{\mathbf {A} }\cdot {\overline {\mathbf {B} }}} | {\displaystyle \mathbf {Y} =\mathbf {A} \oplus \mathbf {B} ={\overline {\mathbf {A} }}\cdot {\mathbf {B} }+{\mathbf {A} }\cdot {\overline {\mathbf {B} }}} |
| --------- | --- | --- |
| Výraz v C | bool y = a ^ b; bool y = (!a && b) \|\| (a && !b); | bool y = a ^ b; bool y = (!a && b) \|\| (a && !b); |
| Značení   | Značení | Pravdivostní tabulka |
| norma     | symbol | Pravdivostní tabulka |
| ANSI/MIL  | | {\displaystyle {\begin{array}{\|c\|c\|\|c\|}X_{1}(A)&X_{2}(B)&Y\\\hline 0&0&0\\0&1&1\\1&0&1\\1&1&0\\\end{array}}}                                          |
| IEC       | | {\displaystyle {\begin{array}{\|c\|c\|\|c\|}X_{1}(A)&X_{2}(B)&Y\\\hline 0&0&0\\0&1&1\\1&0&1\\1&1&0\\\end{array}}}                                          |
| DIN       | | {\displaystyle {\begin{array}{\|c\|c\|\|c\|}X_{1}(A)&X_{2}(B)&Y\\\hline 0&0&0\\0&1&1\\1&0&1\\1&1&0\\\end{array}}}                                          |

### XNOR
Jedná se o negaci exkluzivního logického součtu.
| Funkce    | {\displaystyle \mathbf {Y} ={\overline {\mathbf {A} \oplus \mathbf {B} }}={\mathbf {A} }\cdot {\mathbf {B} }+{\overline {\mathbf {A} }}\cdot {\overline {\mathbf {B} }}} | {\displaystyle \mathbf {Y} ={\overline {\mathbf {A} \oplus \mathbf {B} }}={\mathbf {A} }\cdot {\mathbf {B} }+{\overline {\mathbf {A} }}\cdot {\overline {\mathbf {B} }}} |
| --------- | --- | --- |
| Výraz v C | bool y = !(a ^ b); bool y = (a && b) \|\| (!a && !b); | bool y = !(a ^ b); bool y = (a && b) \|\| (!a && !b); |
| Značení   | Značení | Pravdivostní tabulka |
| norma     | symbol | Pravdivostní tabulka |
| ANSI/MIL  | | {\displaystyle {\begin{array}{\|c\|c\|\|c\|}X_{1}(A)&X_{2}(B)&Y\\\hline 0&0&1\\0&1&0\\1&0&0\\1&1&1\\\end{array}}}                                                        |
| IEC       | | {\displaystyle {\begin{array}{\|c\|c\|\|c\|}X_{1}(A)&X_{2}(B)&Y\\\hline 0&0&1\\0&1&0\\1&0&0\\1&1&1\\\end{array}}}                                                        |
| DIN       | | {\displaystyle {\begin{array}{\|c\|c\|\|c\|}X_{1}(A)&X_{2}(B)&Y\\\hline 0&0&1\\0&1&0\\1&0&0\\1&1&1\\\end{array}}}                                                        |

## Realizace

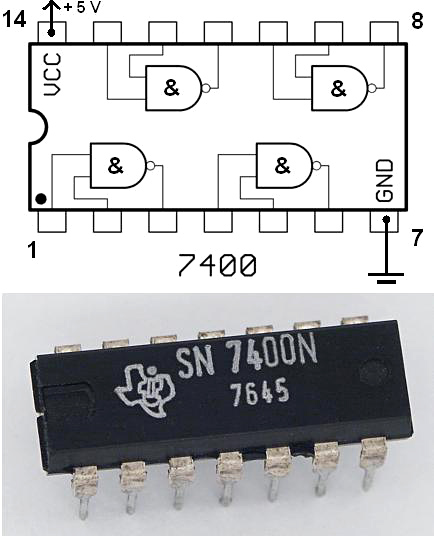
Integrovaný obvod 7400 se 4 hradly NAND je vyrobený pomocí tranzistorů

### HW realizace
Logický člen je možno realizovat vhodným zapojením aktivních součástek, tranzistorů, dále pak diod, rezistorů či dalších pasivních součástek. Často se lze setkat s logickými členy ve formě integrovaných obvodů (například řady 74xx), v nichž jsou hradla sestavena z několika tranzistorů. Logické integrované obvody se dělí na TTL, SCHOTTKY STTL, SCHOTTKY ALS, HTL, DTL, LS, CMOS, NMOS a další podle technologie výroby.
| Různá provedení hradla NAND | Různá provedení hradla NAND | Různá provedení hradla NAND |
| --------------------------- | --------------------------- | --------------------------- |
|                             |                             |                             |
| TTL                         | TTL LS                      | TTL s otevřeným kolektorem  |
|                             |                             |                             |
| CMOS                        | NMOS                        | DTL                         |

Dnes se samostatné logické členy používají velmi málo a nahrazují je logické obvody s vyšší integrací, které provádějí složitější logické funkce. Tyto funkce jsou ale stále realizovány z mnoha jednodušších obvodů. Dalšími možnostmi realizace mohou být např. relé, hydraulické ventily či elektronky.

### SW realizace
V oblasti řízení se logické členy používají pro návrh logických sítí, které se potom aplikují do programovatelných logických automatů. Logické členy jsou potom pouze virtuální a realizaci zvolené logické funkce zajišťuje programový algoritmus.